# Гуміт (мінерал)
Гумі́т — мінерал, силікат магнію острівної будови з додатковим гідроксилом і фтором.

## Загальний опис
Хімічна формула: Mg7[(OH, F)2SiO4]3.
Склад у % (з родовища Сома, Італія): MgO — 56,45; SiO2 — 36,63; H2O — 2,45; F — 3,08. Домішки: FeO. Сингонія ромбічна. Ромбо-дипірамідальний вид. Обрис кристалів ізометричний, діжкоподібний.
Густина 3,20—3,32. Твердість 6. Колір жовтувато-білий до жовтувато-бурого. Блиск скляний. Рідкісний мінерал, який зустрічається в контактових утвореннях серед вапняків або доломітів.

## Різновиди
Розрізняють:
- гуміт бериліїстий (відміна гуміту, яка містить до 1 % ВеО);
- гуміт залізистий  (відміна гуміту, яка містить до 4,5 % FeO).